# آلیسون و بازبی
آلیسون و بازبی (انگلیسی: Allison & Busby) یک شرکت نشر در لندن است که در سال ۱۹۶۷ تأسیس شد.